# Shippensburg (Pennsylvania)
Shippensburg is een plaats (borough) in de Amerikaanse staat Pennsylvania.

## Demografie
Bij de volkstelling in 2000 werd het aantal inwoners vastgesteld op 5586.

## Geografie
Volgens het United States Census Bureau beslaat de plaats een oppervlakte van
5,2 km², geheel bestaande uit land.

## Onderwijs
Aan de noordzijde van Shippenburg ligt de Shippensburg University, een van de 14 universiteiten van de staat Pennsylvania.

## Plaatsen in de nabije omgeving
De onderstaande figuur toont nabijgelegen plaatsen in een straal van 20 km rond Shippensburg.